# Taphozous hilli
Taphozous hilli là một loài động vật có vú trong họ Dơi bao, bộ Dơi. Loài này được Kitchener mô tả năm 1980.